# Logokratie
Logokratie (von altgriechisch λόγος lógos „Wort“, aber auch „Vernunft“ (siehe Logos) und κρατεῖν kratein „herrschen“, also etwa „Herrschaft des Wortes“, „Herrschaft durch das Wort“ oder auch „Herrschaft der Vernunft“) ist ein Begriff, der staatstheoretisch oder diskurstheoretisch verstanden werden kann und dabei häufig eine negative Konnotation erfährt. Besondere Bedeutung im Sinne einer positiv besetzten „Vernunftherrschaft“ hat er im Werk des Philosophen Kurt Hiller.

## Begriffsgeschichte
In der Zeitschrift The Port Folio ließ Joseph Dennie unter seinem Pseudonym „Oliver Oldschool“ 1807 die Figur des Ausländers Mustapha Rub-a-dub Keli Khan die Vereinigten Staaten von Amerika als „Logocracy“ bezeichnen und meint damit, dass der gezielte Einsatz von Worten Macht über andere ausüben kann. Diejenigen, die die Kunst der Logokratie am besten beherrschen, werden als "slang-whangers" bezeichnet, während der Kongress eine "blustering, windy assembly" ist (Hervorhebung im Original):

“To let thee at once into a secret, which is unknown to these people themselves, their government is a pure unadulterated LOGOCRACY or government of words. The whole nation does every thing viva voce, or, by word of mouth, and in this manner is one of the most military nations in existence [...] In a logocracy thou well knowest there is little or no occasion for fire arms, or any such destructive weapons. Every offensive or defensive measure is enforced by wordy battle, and paper war; he who has the longest tongue or readiest quill, is sure to gain the victory—will carry horrour [sic], abuse, and ink shed into the very trenches of the enemy, and without mercy or remorse, put men, women, and children to the point of the—pen!”

„Als erstes will ich Euch ein Geheimnis verraten, das diesen Leuten selbst unbekannt ist. Ihre Regierung ist eine reine, unverfälschte LOGOKRATIE oder Herrschaft der Worte. Die ganze Nation tut alles durch viva voce oder durch Mundpropaganda, und auf diese Weise existiert eine der höchst militarisierten Nationen [...] In einer Logokratie, wie Ihr das genau wisst, gibt es wenig oder keine Gelegenheit für Schusswaffen oder irgendwelche zerstörerischen Waffen. Jede Offensiv- oder Verteidigungsmaßnahme wird durch den Kampf der Worte und den Papierkrieg erzwungen; derjenige, der die schnellste Zunge oder die beweglichste Feder hat, kann damit rechnen, den Sieg zu erlangen – wird Schrecken, Missbrauch und Tinte in die Gräben des Feindes tragen und stellt ohne Gnade oder Reue, Männer, Frauen und Kinder an die Spitze der – Feder!“

Der Philosoph Fritz Mauthner verwendete den Begriff in der 1923 erschienenen zweiten Auflage seines Wörterbuch der Philosophie ebenso. Er wies darauf hin, dass Worte Macht über andere Menschen ausüben können:

„Ich verstehe also unter Logokratie die nicht genugsam bekannte Tatsache, daß die Macht, der die Menschen mehr gehorchen als irgend einer andern Macht, die Macht der Worte ist. Man achte darauf, daß auch dort, wo die Menschen unter einer Aristokratie oder unter einer Demokratie zu leben vermeinen, diese sogenannten Regierungsformen nur suggestive Worte sind, daß es eine Herrschaft der Besten so wenig je gegeben hat wie eine Herrschaft des Volkes. Logokratie kann unter dem Namen jeder Regierungsform herrschen; ihrem Wesen nach ist sie Pöbelherrschaft oder Ochlokratie.“

Im 20. Jahrhundert finden sich Verwendungen des Begriffs ansonsten unter anderem bei Hannah Arendt, die den Totalitarismus als Logokratie beschrieb, und bei Czesław Miłosz, der die Sowjetunion als Logokratie bezeichnete, welche in Form einer ideologischen Tyrannei versucht, die Gedanken ihrer Untertanen zu kontrollieren.

## Logokratie bei Kurt Hiller
Der Publizist Kurt Hiller verwendete den Begriff in seinem 1920 erschienenen Werk Logokratie oder Ein Weltbund des Geistes im Sinne einer wünschenswerten „Herrschaft der Vernunft“. Während der Novemberrevolution versuchte Hiller als Vorsitzender des von ihm mitgegründetem Politischen Rates geistiger Arbeiter, Einfluss auf die Politik zu nehmen. Diesem Engagement lag sein als Korrekturmodell zur Demokratie konzipiertes Ideal einer „Logokratie“ zu Grunde, das – anknüpfend an Platons Idee der „Philosophenkönige“ – die politische Herrschaft in Form eines Zweikammersystems zwischen dem gewählten Parlament und einem als Korrektiv wirkenden Ausschuss der geistigen Elite und damit den Intellektuellen teilen sollte. Diese „elliptische Verfassung“ sollte durch die zwei Mittelpunkte der beiden Kammern besonders ausgewogen sein.
Hiller verwendete den Begriff der Logokratie dabei unter anderem folgendermaßen (Hervorhebungen hinzugefügt):

„Geist, Logos, ist kein metaphysisches Gespinst, kein ertüftelter Begriff, kein mystisches Wesen, das irgendwo irgendwie über den Individuen schwebt; er ist eine charakterologische Kategorie, er bezeichnet eine bestimmte Qualität, einen bestimmten Funktionszustand, eine bestimmte Macht der Seele... und wohnt im Menschen, nämlich in Exemplaren eines bestimmten Typus Mensch. Zwar steckt potentiell diese Kraft in jedem, und Pädagogik vermag hier viel; aktualisiert, genauer: über eine gewisse Schwelle hinaus aktualisiert, ist sie in wenigen. Diese Wenigen aus der Breite des Volks stetig auszulesen und zum Gesetzgebungskörper zusammenzufassen, ist die Aufgabe einer sich nicht egalitaristisch, sondern logokratisch begreifenden Demokratie.“

„So wenig Freiheit und Sozialismus sich ausschließen, so wenig schließen Freiheit und Geistigenherrschaft sich aus. Im Gegenteil, erst Geistigenherrschaft, in einer sozialistisch geordneten Welt, würde dem Individuum das Maß von Freiheit verbürgen, das ihm zukommt und das nach den Normen einer sozialen Logik oder den Gesetzen einer sozialen Physik möglich ist. Weder Kapitalismus noch Majoritismus haben den Menschen auch nur in die Nähe dieses möglichen Stands gebracht. Freiheitlicher Sozialismus, sozialistischer Aristokratismus – das ist, mit zwei (mißverständlichen, hoffentlich nicht mißverstandenen) Schlagworten das Programm der Logokraten; und will man es ein 'demokratisches' nennen, so spricht gar nichts dagegen – vorausgesetzt, man hat aus dem alten Begriffsschlauch zuvor den alten egalitären Schlamm geräumt.“